# デジタルビデオブロードキャスティング

認証機器に付される公式DVBロゴ

デジタルビデオブロードキャスティング（英語: Digital Video Broadcasting, DVB）は、国際的に承認されたデジタルテレビ放送のための公開標準規格である。現在世界の多くの地域で採用されている。DVBは、約300の企業・団体が加盟する工業コンソーシアム「DVBプロジェクト」の登録商標（日本においては第3343214号ほか）である。

## 規格
MPEG-2（DVB-MPEG）によって通常画質映像やハイビジョン映像が圧縮、多重化（MPEG-2システム）される。
地上デジタル放送用の規格であるDVB-T方式での初めての商業放送は、イギリスで1998年9月に開始された。2003年、ドイツのベルリン地区でDVB-Tへの移行完了により世界で初めてアナログ放送が停止された。

### 衛星用
DVB-S（Digital Video Broadcasting - Satellite、衛星デジタル放送用）
1993年制定。変調方式QPSK。
DVB-S2（Digital Video Broadcasting - Satellite - Second Generation、衛星デジタル放送用）
2005年発表。DVB-Sの後続規格。効率のよい誤り訂正符号、16値以上の多値変調などを導入し伝送容量を拡大。またMPEG-2 TS以外の様々なデータ形式に対応、変調方式や符号化率やロールオフ率の変更が可能などフレキシブルな運営が可能となった。プロファイルには放送向け、通信向けなどがある。
DVB-SH
移動体向け衛星放送規格。

### ケーブルテレビ用
DVB-C（Digital Video Broadcasting - Cable、CATVデジタル放送用）
1994年制定。変調方式はQAM（通常は64-QAM）
DVB-C2
次世代CATV用

### 地上波用

地上デジタルテレビ方式の分布図。DVB-T採用国を青で示している。

DVB-T（Digital Video Broadcasting - Terrestrial、地上デジタル放送用）
1997年初頭に制定。変調方式COFDM。周波数帯域VHF、 UHF。
DVB-T2（Digital Video Broadcasting - Second Generation Terrestrial、次世代地上デジタル放送用）
2007年発表。DVB-Tの後継規格。
DVB-H（Digital Video Broadcasting - Handheld 、携帯機器用）
2004年発表。こちらは携帯機器向け規格。イタリアでは2006 FIFAワールドカップ前に商用サービスが開始された。最初に発売されたのはLG電子製のLG-U900。3G端末でDVB-H放送の視聴に対応した。ルネサス テクノロジ社製SH-Mobileがエンジンとして使われている。

### 映像伝送用
DVB規格のTS信号を、放送機器間や有線・衛星回線で局間伝送するために使われている。
DVB-SPI（Digital Video Broadcasting - Synchronous Parallel Interface）
同期パラレルインタフェース
DVB-SSI（Digital Video Broadcasting - Synchronous Serial Interface）
同期シリアルインタフェース
DVB-ASI（Digital Video Broadcasting - Asynchronous Serial Interface）
非同期シリアルインターフェース

## 双方向性
映像、音声規格の他にDVBのデータ規格である（DVB-DATA）がある。通信規格としてDVB-RC*がありこれはDECT（デジタルコードレス電話規格の一種）、GSM（欧州規格第二世代携帯電話）、電話回線（ISDNも含む）、衛星回線（DVB-RCS）が使われる。また通信プロトコル規格としてDVB-IPI（インターネットプロトコル）、DVB-NPI（Network Protocol Independent）がある。これらはマルチメディア規格であるDVB-MHP（Multimedia Home Platform）や電子番組表（EPG）で使用される。
アナログ放送からDVBに移行された規格であるDVB-TXT（文字放送）、DVB-VBI（垂直ブランキング情報）もあるがそれらを発展させさらに字幕表示にも対応したDVB-SUBがよく使われる。
DVBには色々なインターフェイスがあるが限定受信（DVB-CA）方式として有料放送で使われるDVB-CSA又はDVB-SIMを提唱しており、インターフェースの統一による限定受信カードの共通化を図るためにDVB-CIを採用する。
またDVB-S、DVB-C、DVB-T等のデジタル放送のサービス・番組情報用規格としてDVB-SIがあり世界のデジタル放送システムに採用されている。

## 採用している地域

### 欧州
前述の通り、欧州全域で採用されている。

### 米州
北アメリカ大陸（アメリカ合衆国、カナダ、メキシコ）では地上デジタル放送はATSCを採用しているが、衛星デジタル放送とケーブルテレビではDVBが一部で採用されている。ブラジルは日本のISDBを発展させたSBTVD-Tを採用している。

### アジア太平洋・アフリカ地域
ヨーロッパ以外で採用している国家としてオーストラリア、南アフリカ共和国、インドでは全域でDVBで放送されているが、一部地域に限定されており将来全域に拡大する予定の国家もある。
また多くのアジア、アフリカ諸国で衛星、ケーブルテレビの規格として採用されている。大韓民国がATSCを採用している他は、地上デジタル放送の方式をまだ決定していない国が多い。なお中華人民共和国は地上デジタル放送は独自方式（DMB-T/H）、衛星とケーブルテレビはDVBを採用。

#### 日本
日本ではスカパー!プレミアムサービス、SOUND PLANET( music AirBee)、NHKではテレビ国際放送（NHKワールドTV、NHKワールド・プレミアム）でDVB-S、DVB-S2が使用されている。
JCSAT-2Bを利用したSPACE DiVAにおいても使用されていた。
スカパー!の前身の一つである、ディレクTVでも採用されていた。
通信の分野では、テレビ局のSNG中継、ケーブルテレビ事業者向け番組供給システムi-HITS等で使用されている。

### その他
国際宇宙ステーションでも取り入れられている。

## DVBプロジェクト
この規格の制定などを行うDVBプロジェクトとは300の団体が加盟する工業コンソーシアムである。
欧州電気通信標準化機構（ETSI）、欧州電気標準化委員会（CENELEC）、欧州放送連合（EBU）によって設立された。